# Rybno (powiat sochaczewski)
Rybno – wieś w Polsce położona w województwie mazowieckim, w powiecie sochaczewskim, w gminie Rybno . Jest siedzibą władz gminy Rybno i ma status sołectwa.
W latach 1975–1998 miejscowość należała administracyjnie do województwa skierniewickiego.  
Jednym z jej najbardziej znanych mieszkańców był Cyprian Zabłocki. 
Sołectwo liczy 586 mieszkańców (stan na 31 grudnia 2013 r.).

## Historia

### XIV–XVII wiek
Pierwsza wzmianka o Rybnie pochodzi z 1368 roku z dokumentu wystawionego przez Siemowita III, w którym napisano o konieczności płacenia dziesięciny. 
Pierwotnymi właścicielami wsi była rodzina Rybińskich tytułująca się herbem Radwan i Sulima. Jednym z pierwszych jej przedstawicieli był niejaki Gotarda Rybenio gente Radvanio, kasztelan sochaczewski. Jan Długosz posądził go o otrucie książąt mazowieckich Siemowita VI i Władysława II. Ponoć miał być to akt zemsty Gotarda za to, że został pozbawiony kasztelanii.
Inne wzmianki o Rybińskich dotyczą: Jana, który był w 1512 r. kanonikiem gnieźnieńskim, Pawła Klemensa, pierwszego proboszcza parafii Świętego Ducha w Łowiczu oraz Macieja, który był generałem podczas powstania listopadowego.

### XVII–XIX wiek
Pod koniec XVII wieku w 1672 r., Rybno zostało nabyte przez rodzinę Zabłockich herbu Łada. Następnie w 1789 r. cześnik gostyniński Stanisław Zabłocki sprowadził do wsi kolonistów niemieckich. Natomiast nowi właściciele osiedlili się dopiero pod koniec XVIII w. Do Rybna przybył wtedy dziedzic Antoni Łączyński, podstoli sochaczewski, chorąży gostyniński oraz krewny Zabłockich. Po jego śmierci wszelkie dobra ziemskie przeszły na bliżej nieznaną Łączyńską, która poślubiła Stanisława Zabłockiego.  
Łączyńscy prawdopodobnie wybudowali w Rybnie pierwszy murowany kościół w stylu klasycystycznym. Według lokalnej tradycji Napoleon Bonaparte podczas marszu na Moskwę w 1812 r. modlił się w tej świątyni. Notabene Maciej Łączyński był ojcem Marii Walewskiej, która była kochanką Cesarza Francuzów.
Kolejnym dziedzicem był Cyprian Franciszek Zabłocki. Jego żoną od 1830 r. była Belgijka Matylda de Proft. Po ich przyjeździe z Brukseli zaczęli gospodarować majątkiem. Od ich imion założono wsie: Cypriany oraz Matyldów, gdzie zamieszkali niemieccy koloniści. Ponadto kiedy Zabłoccy przybyli do Rybna, budowa ich dworu była dopiero na ukończeniu. 
Sam Cyprian jest głównie kojarzony z historią o mydle. Lokalna tradycja głosi, iż to właśnie ten Zabłocki zrobił kiepski interes. Aby uniknąć opłat celnych, przywiązał mydło do spodu tratwy i płynął nią przez Bzurę i Wisłę do Gdańska. Po dotarciu na miejsce okazało się, że cały towar się rozpuścił. Od tego wydarzenia pochodzi powiedzenie: „Wyszedł jak Zabłocki na mydle”. Jednakże nie ma rzeczywistych śladów funkcjonowania fabryki mydła w okolicy. Jedynie na miejscowym cmentarzu znajduje się żelazna kadź/misa, która jest kojarzona z Zabłockim i jego produktem.
Po śmierci Cypriana kolejnym właścicielem został jego syn Karol, który ożenił się z córką Tertuliana Karczewskiego i Franciszki Bnińskiej – Marią. Mieli syna Stanisława. W związku ze ślubem nasadzono trzy rzędy kasztanowców, które dzisiaj tworzą ulicę Aleję Kasztanową. Karol założył browar, wznosząc budynek wytwórni wódek.
Ostatnim męskim przedstawicielem Zabłockich w Rybnie był syn Stanisława – Karol, który zmarł 27 stycznia 1881 r. w wieku zaledwie 19 lat, trwoniąc majątek w Monte Carlo.

### XIX–XXI wiek
Po śmierci Karola nowym właścicielem został Józef Koczorowski, który poślubił córkę Zabłockiego - Izabelę. Następnie ich syn Karol został kolejnym dziedzicem. Poślubił on Emilię z Kurnatowskich.
W dwudziestoleciu międzywojennym gościem w Rybnie był archeolog Konrad Jażdżewski, który w 1935 r. prowadził prace wykopaliskowe grobowca neolitycznego i przypadkowo odkrył wczesnośredniowieczny pochówek całopalny. Natomiast w dworze znajdował się bogaty księgozbiór gromadzony od czasów Cypriana Zabłockiego i jego szwagra Baltazara Dannenberga. Niestety uległ od dewastacji po 1945 r.
Po II wojnie światowej dwór został przejęty przez armię radziecką, a po opuszczeniu przez ostatnią dziedziczkę popadł w ruinę. Dopiero po przejęciu przez Państwowe Muzeum Archeologiczne w Warszawie kompleks odzyskał dawny blask.
Dla ochrony głównie drewnianej zabudowy wsi, w 1926 r. utworzono Ochotniczą Straż Pożarną, którą dwanaście lat później odwiedził ówczesny prezydent RP Ignacy Mościcki.
Na początku XXI wieku został założona Wspólnota Sióstr Służebnic Bożego Miłosierdzia. Ich duchową założycielką była św. Faustyna Kowalska.
W Rybnie znajduje się także Ośrodek Zdrowia, którego nowa siedziba została wybudowana w 2023 r. Ponadto wieś jest siedzibą szkoły podstawowej z oddziałamy przedszkolnymi. Patronuje jej Zygmunt Pruski, organizator tajnego nauczania podczas okupacji niemieckiej.
3

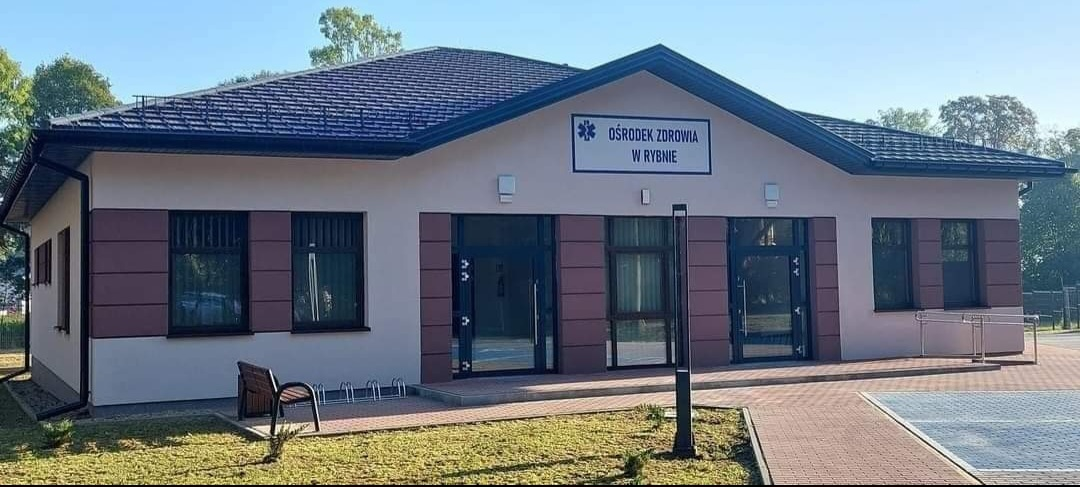
Ośrodek zdrowia w Rybnie
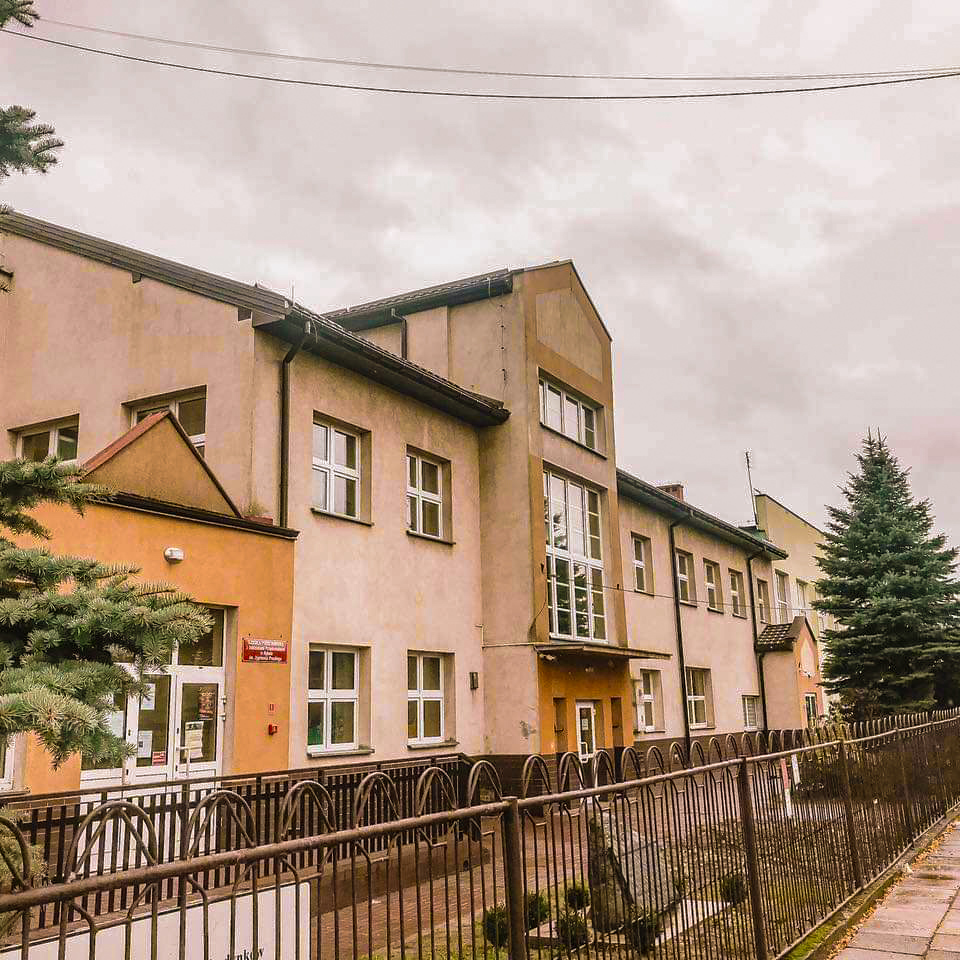
Szkoła Podstawowa im. Zygmunta Pruskiego
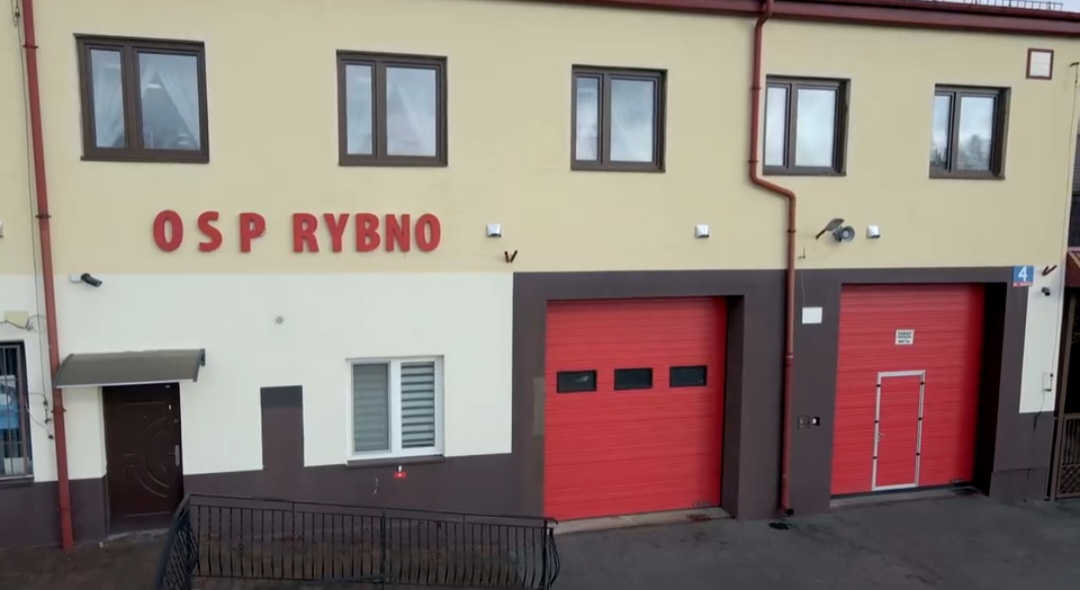
OSP w Rybnie
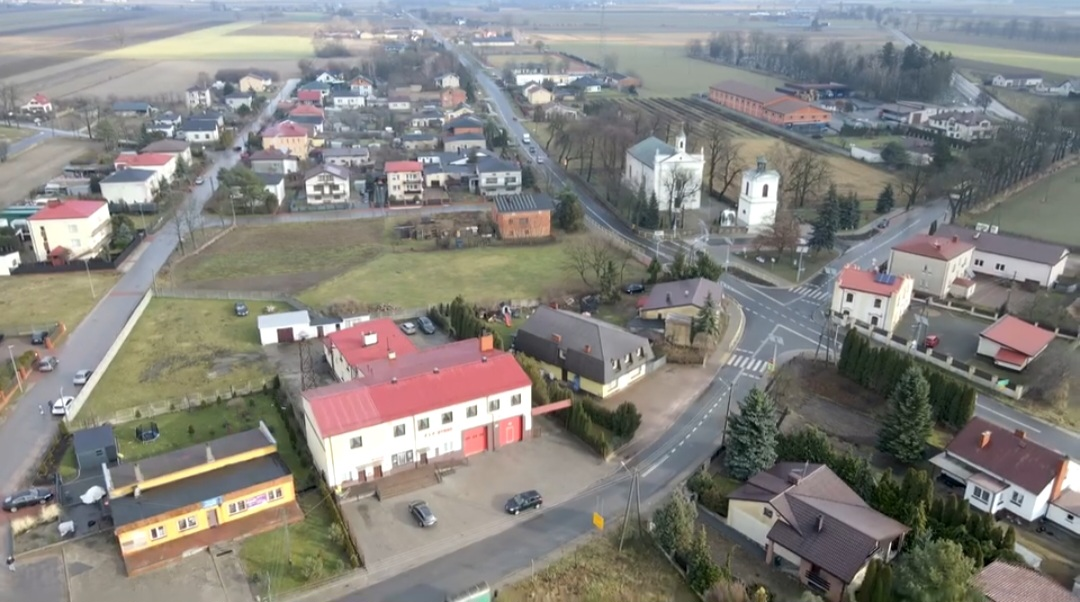
Rybno z lotu ptaka

## Zabytki

### Kościół parafialny
Obecna świątynia została wybudowana w latach 1804–1817 w stylu klasycystycznym. Wzmianki o niej pochodzą z okresu 1818–1820 w związku z procesem o dziesięcinę pomiędzy proboszczem a biskupem poznańskim. Jest to kościół jednonawowy, z dobudowaną zakrystią z 1909 r. Wewnątrz są trzy drewniane ołtarze, pochodzące z I połowy XIX wieku. W bocznych ołtarza znajdują się obrazy Przemienienia Pańskiego i Niepokalanego Poczęcia. Natomiast w głównym umieszczona jest rzeźba Pana Jezusa Ukrzyżowanego oraz obraz na zasuwie św. Józefa namalowany przez Franciszka Ejsmonda. Na przełomie 2024/2025 roku zakończył się generalny remont frontonu oraz południowej strony kościoła.

### Dzwonnica
Przed kościołem stoi piętrowa XIX-wieczna klasycystyczna dzwonnica. Niegdyś w niej zawieszone były dwa duże dzwony, ufundowane przez Wojciecha Wojciechowskiego w 1899 r. Zostały one zabrane przez Niemców 15 lutego 1951 r. W 2023 r. został przeprowadzony generalny remont dzwonnicy.

### Figura Najświętszej Maryi Panny
Figura posadowiona na schodkowym cokole z tablicą, całość opasana metalowym ażurowym ogrodzeniem, na którego narożach metalowe słupki podtrzymujące baldachim złożony o formie sklepienia krzyżowego, zdobionego w podłuczu metalowymi aplikacjami w kształcie gwiazd, czoła łuków dekorowane imitacją gzymsu kostkowego i spięte w szczycie kartuszami herbowymi z wizerunkiem putta. Od frontu dwie latarnie zwieńczone krzyżami. Bogata dekoracja balustrady i słupków podtrzymujących baldachim i latarnie, złożona z metalowych esownic.

### Dworek
Pałac murowany z cegły i otynkowany, wybudowany na planie prostokąta na początku XIX wieku.

### Aleja kasztanowców
Zespół trzech kasztanowców, powstały w XIX wieku jako element założenia ogrodowego.

### Cmentarz parafialny oraz kwatera wojenna żołnierzy z września 1939 r.
Nekropolia została założona prawdopodobnie w 1829 r. W kwaterze wojskowej spoczywa 1586 żołnierzy z armii „Poznań” i „Pomorze”, którzy polegli w walkach nad Bzurą, oraz wojskowi z 55 Pułku Piechoty z Leszna Wielkopolskiego zamordowani przez Niemców w szpitalu polowym.

### Kopiec upamiętniający żołnierzy z I wojny światowej oraz wojny polsko-bolszewickiej
W pobliżu kościelnej dzwonnicy, znajduje się ziemny kopiec zwieńczony kamiennym krzyżem. Upamiętnia żołnierzy z parafii, którzy polegli na froncie wschodnim podczas I wojny światowej oraz wojny polsko-bolszewickiej. Powstał w 1931 r., o czym wspomina inskrypcja na dolnym głazie: 
Rybno
Gmina
dla
swoich
poległych
1931
Na szczycie pagórka stoi głaz, na którym zamieszczono tablicę z jedenastoma nazwiskami oraz inskrypcją: 
Padli na polu chwały
odpierając z granic państwa polskiego
pod wodzą Józefa Piłsudskiego
nawałę najeźdźców w latach 1918/20.

### Misa Zabłockiego
Wszelkie ślady po fabryce mydła Cypriana Zabłockiego przestały istnieć. Jednakże według lokalnej legendy jedyną pamiątką jest metalowa misa, która znajduje się obok studni na cmentarzu parafialnym. W 2025 r. przeszła generalną odnowę. 

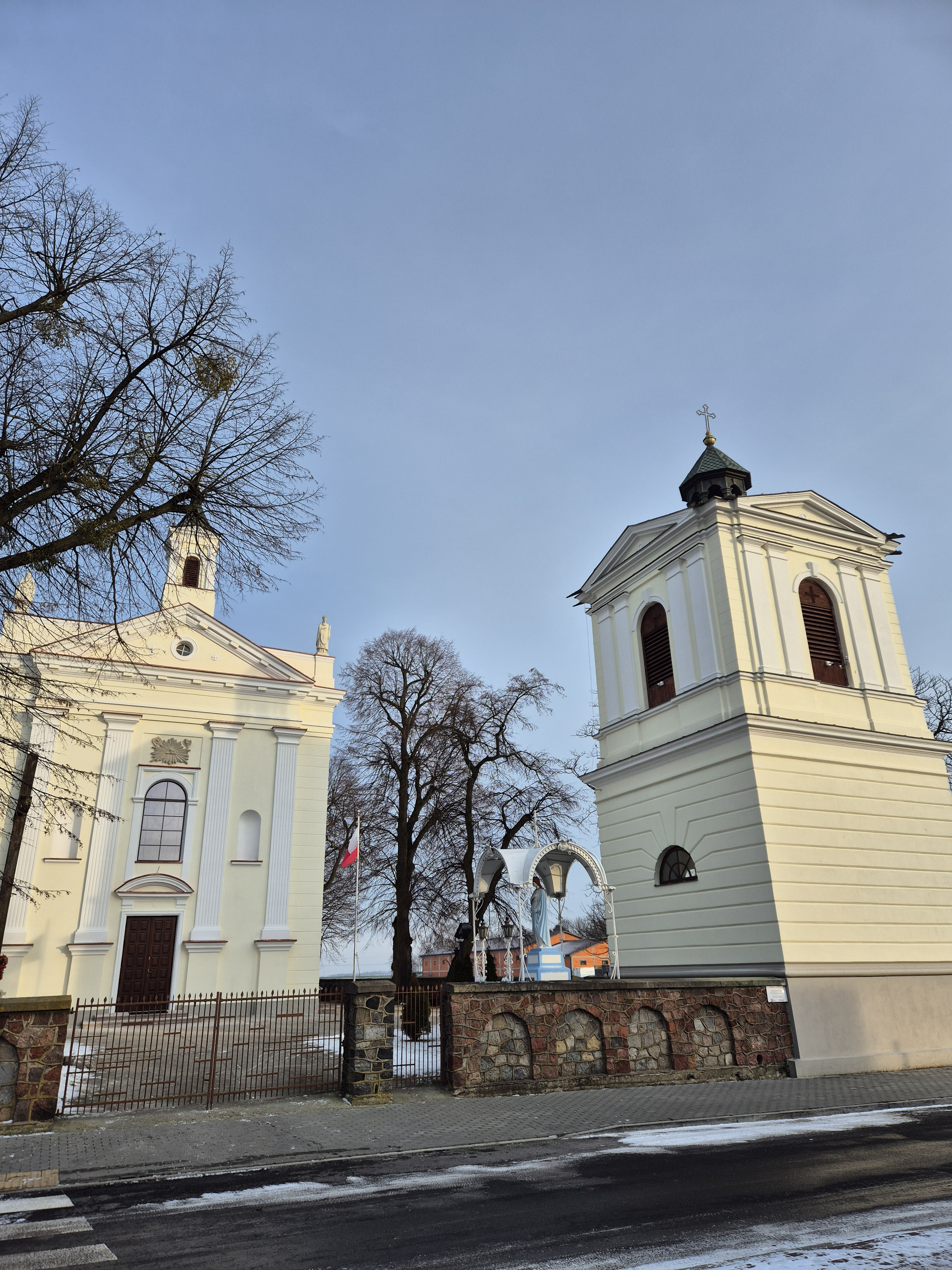
Kościół pw. św. Bartłomieja Apostoła oraz dzwonnica
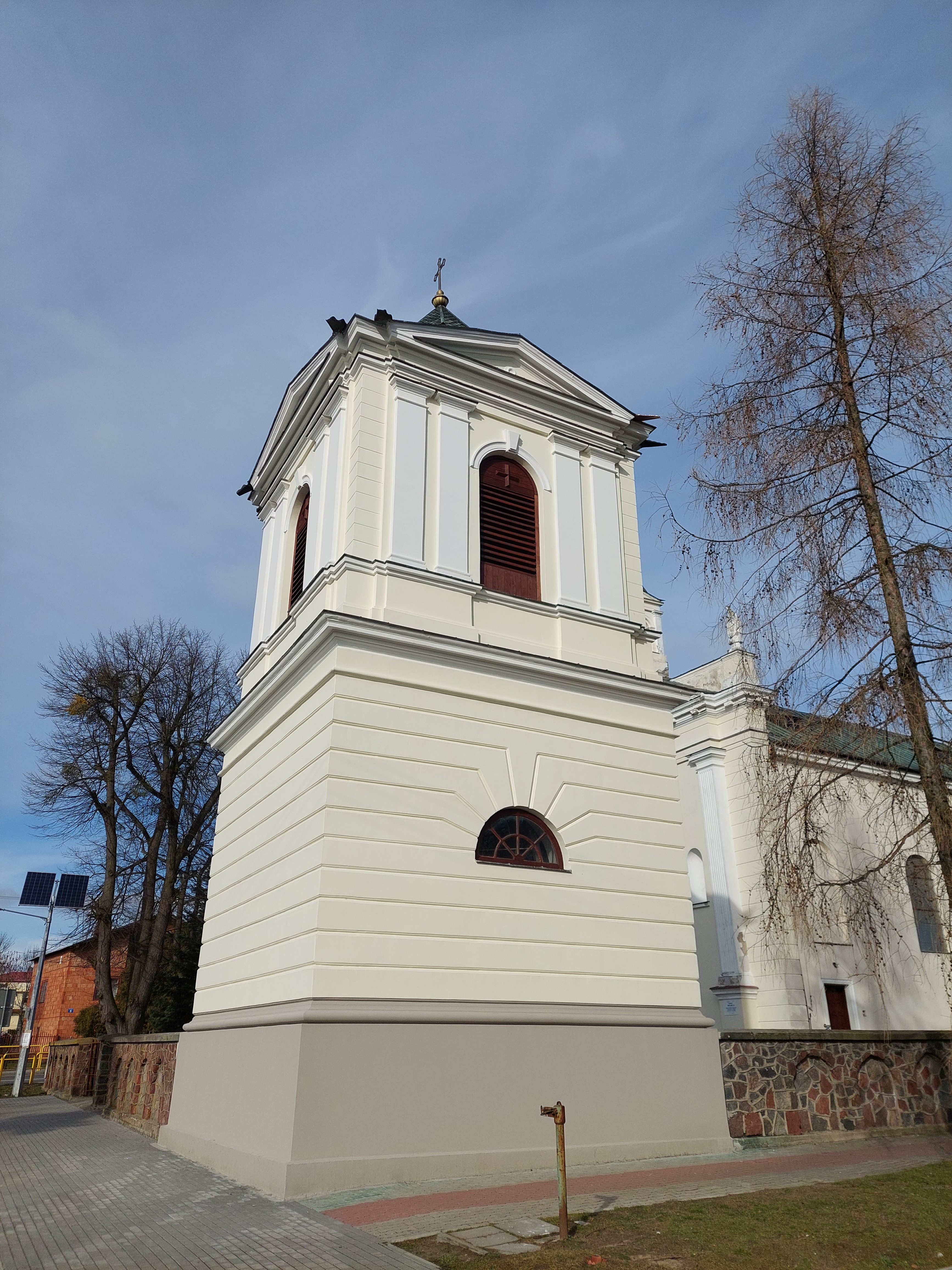
Dzwonnica przy kościele parafialnym
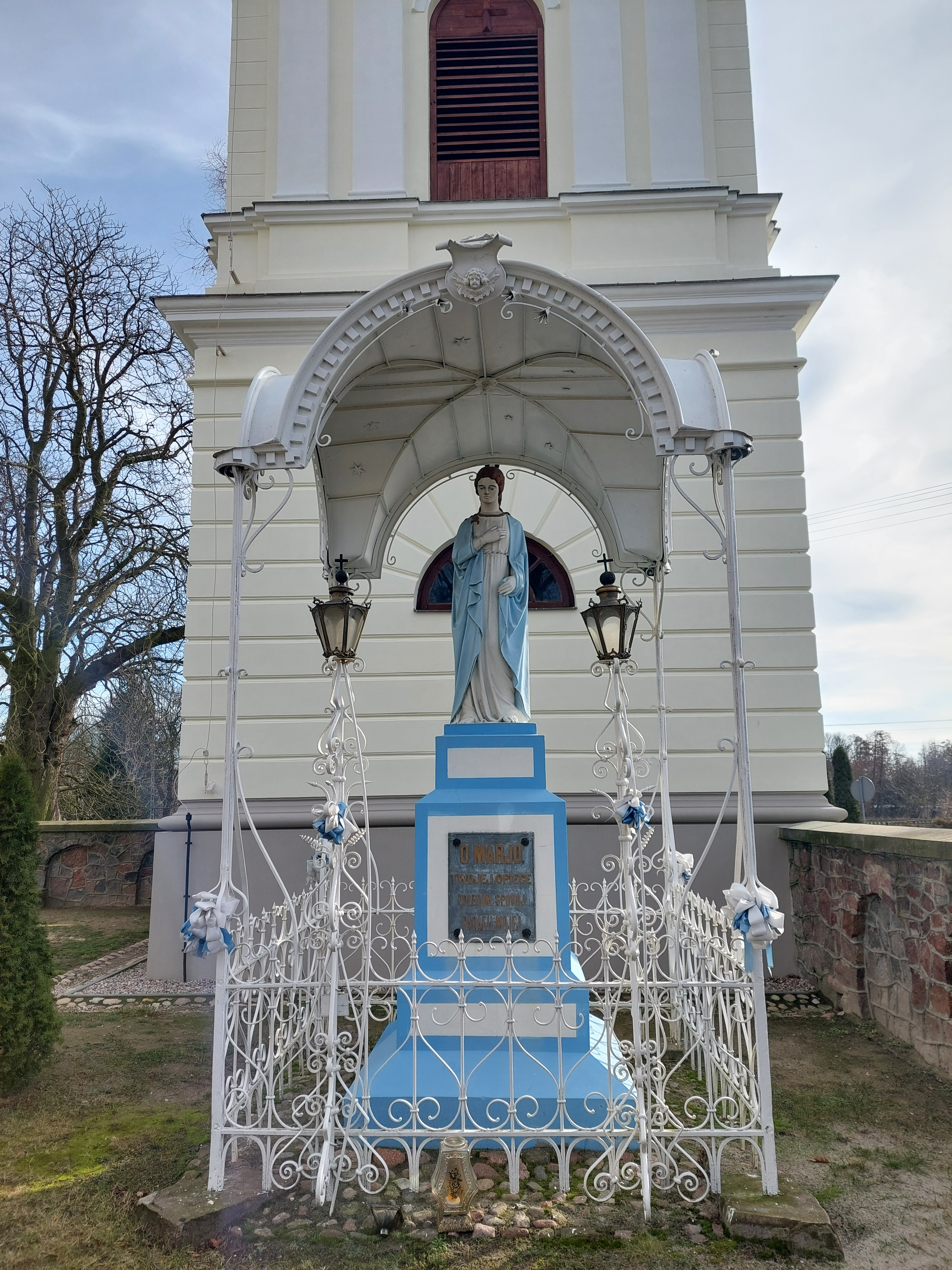
Figura Najświętszej Maryi Panny przy kościele parafialnym
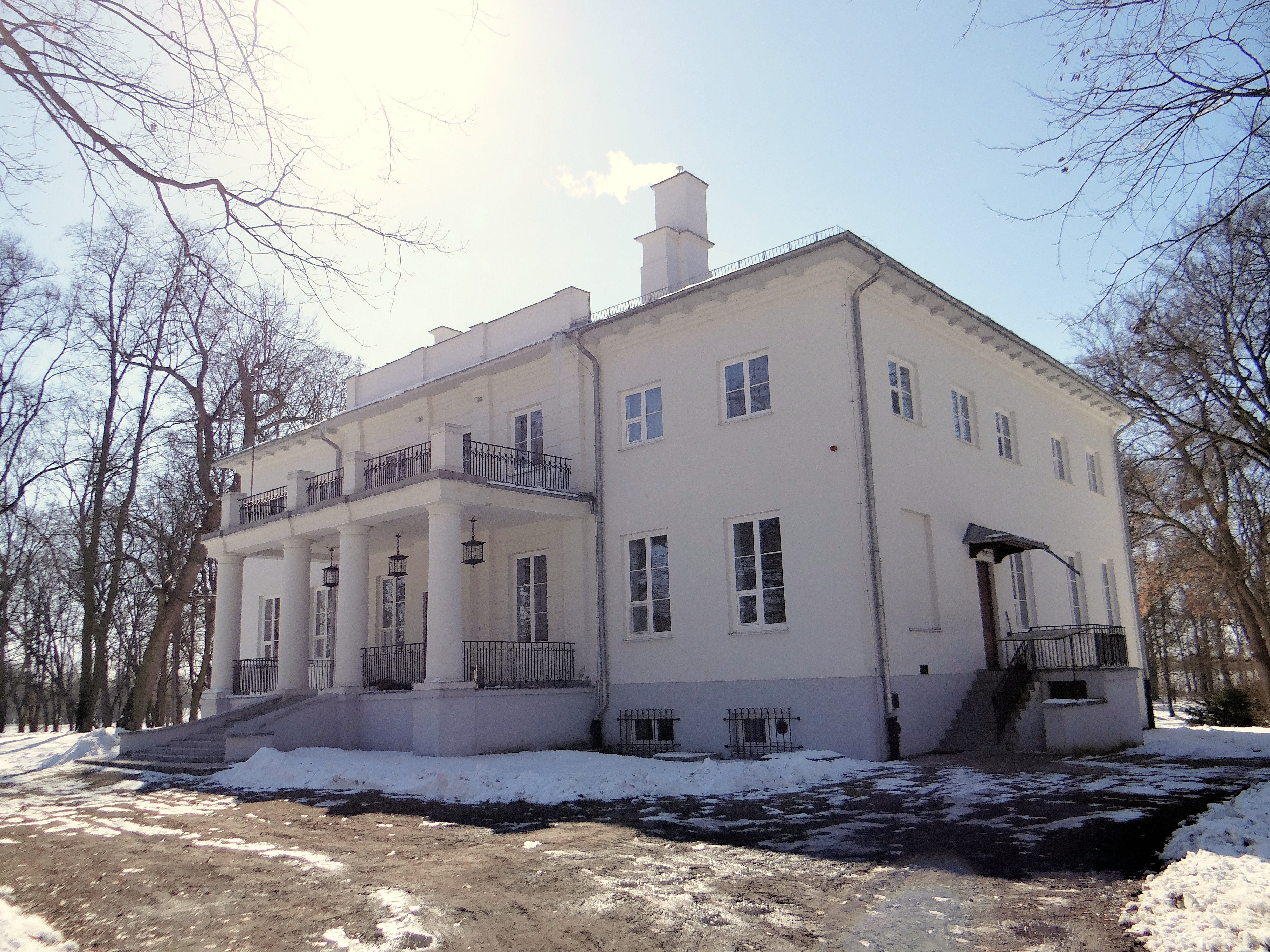
Dworek
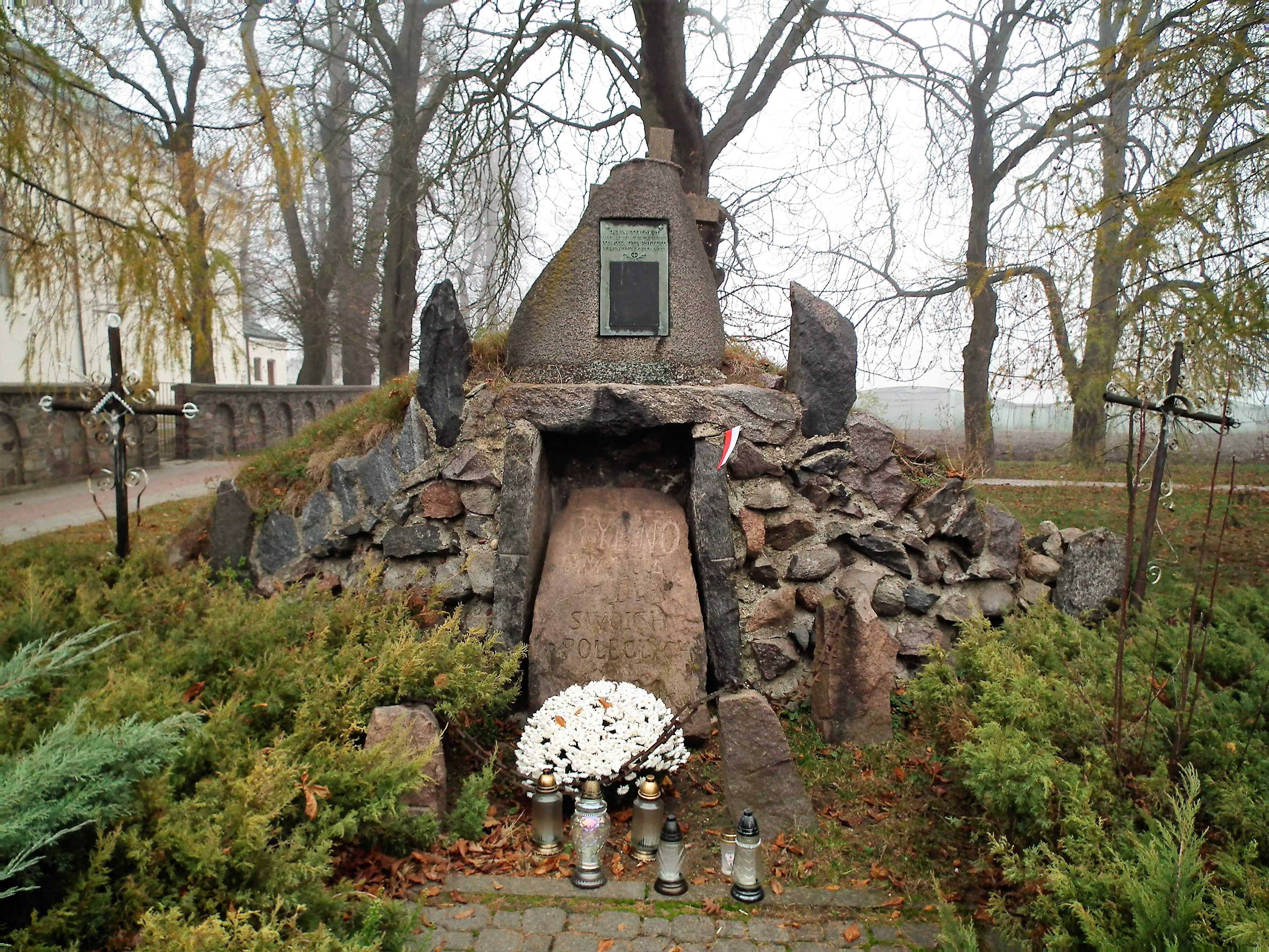
Kopiec pamięci żołnierzy poległych w I wojnie światowej
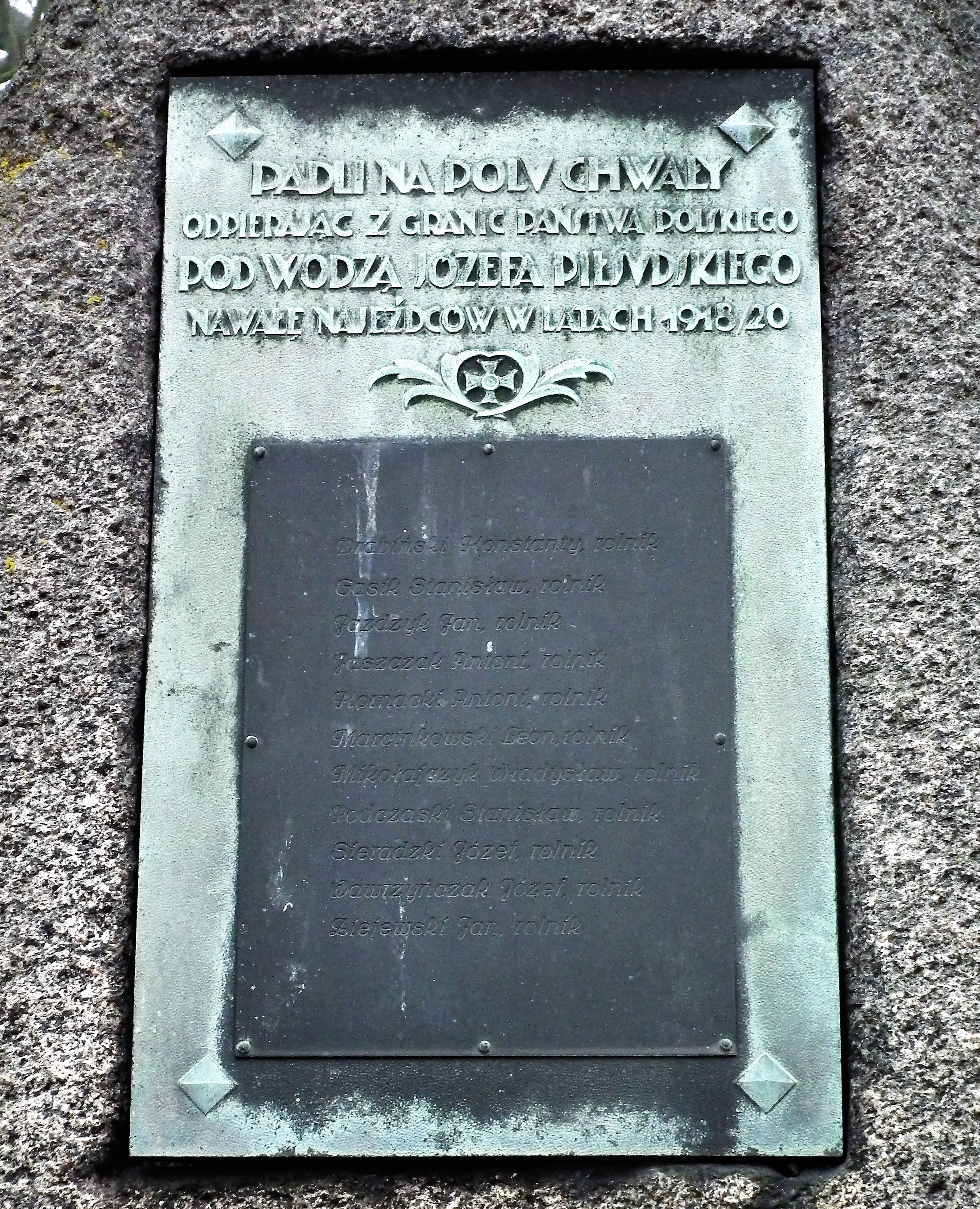
Inskrypcja na kopcu - górna
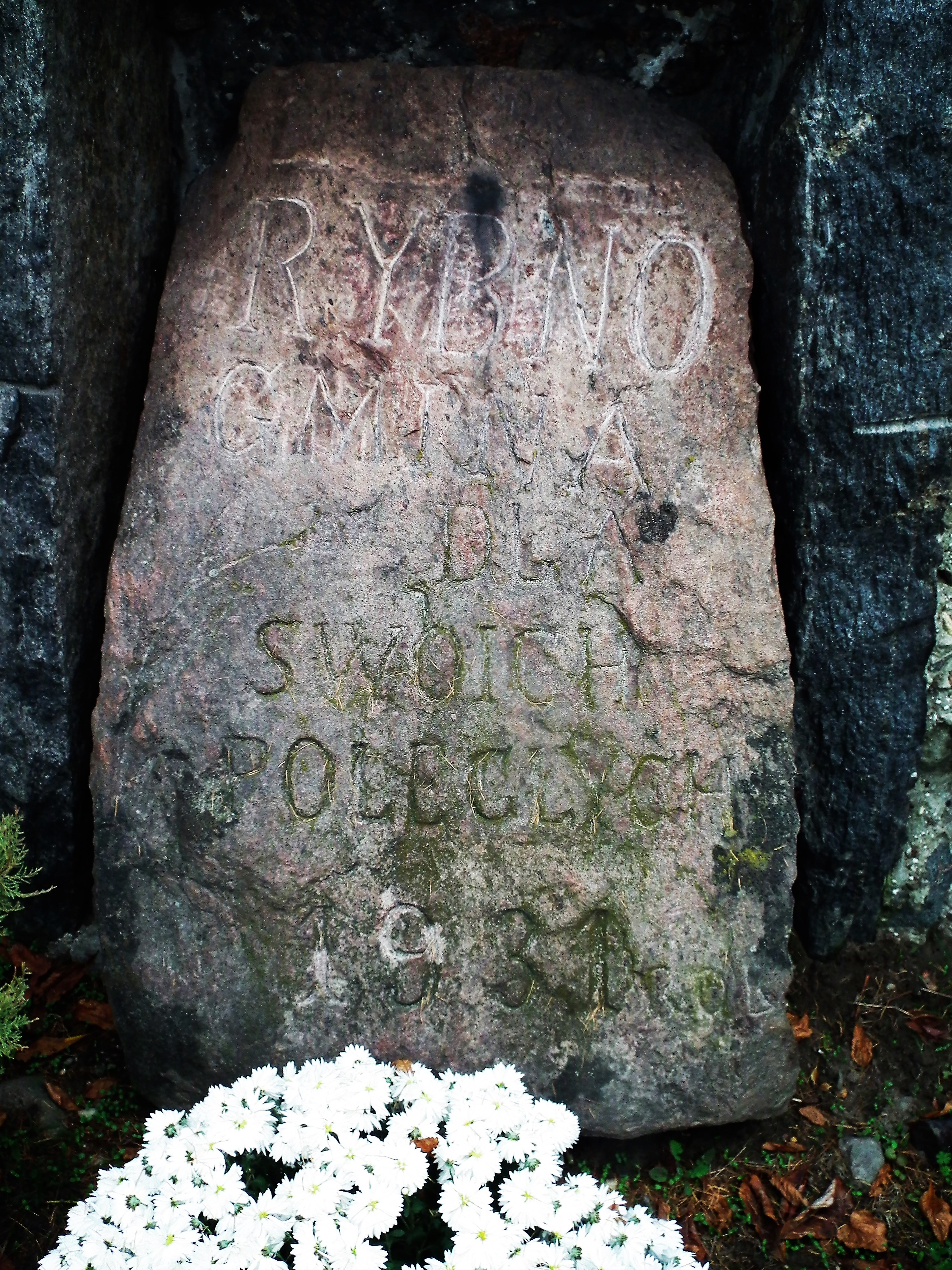
Inskrypcja na kopcu - dolna
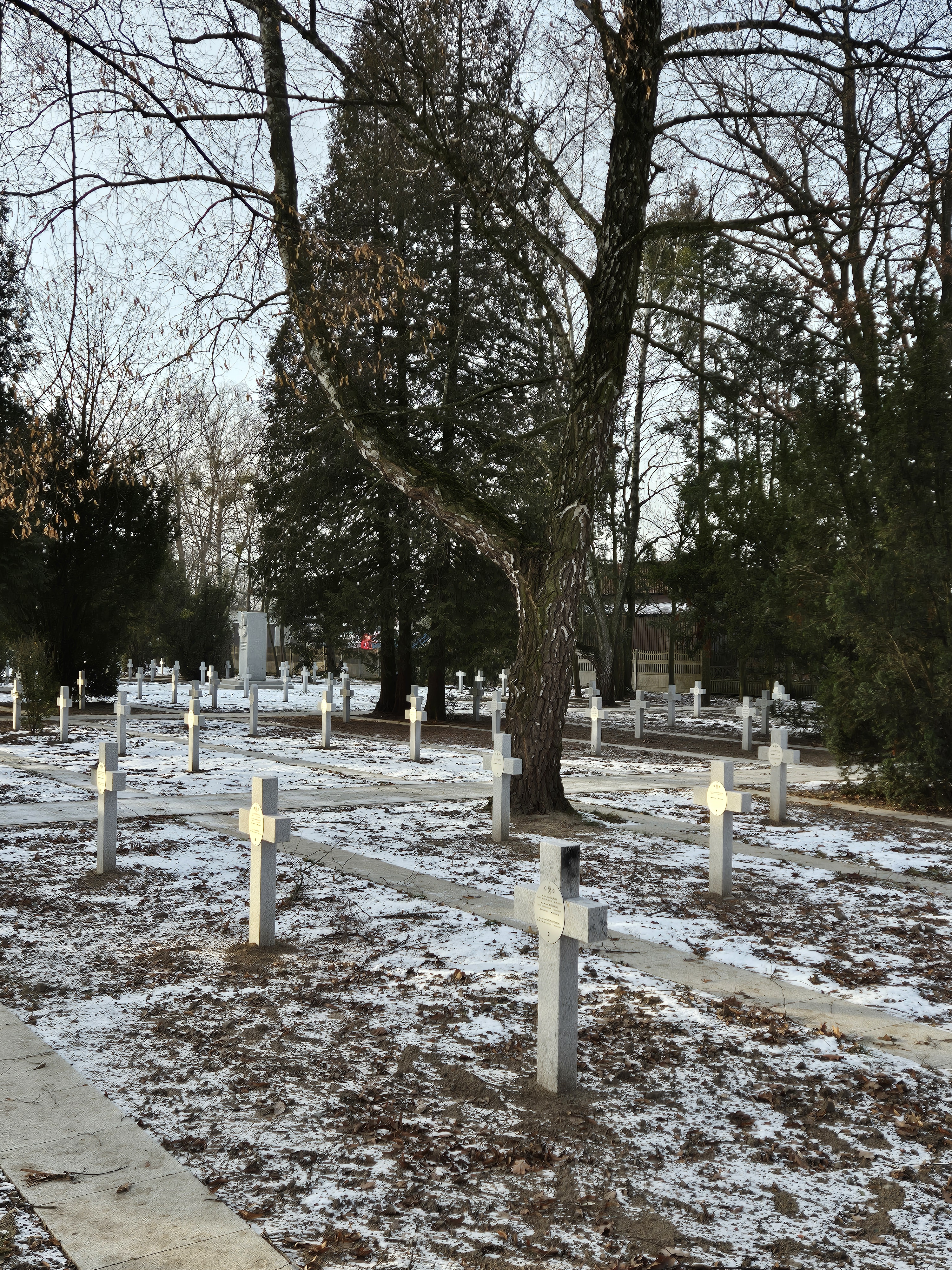
Kwatera wojskowa na cmentarzu parafialnym
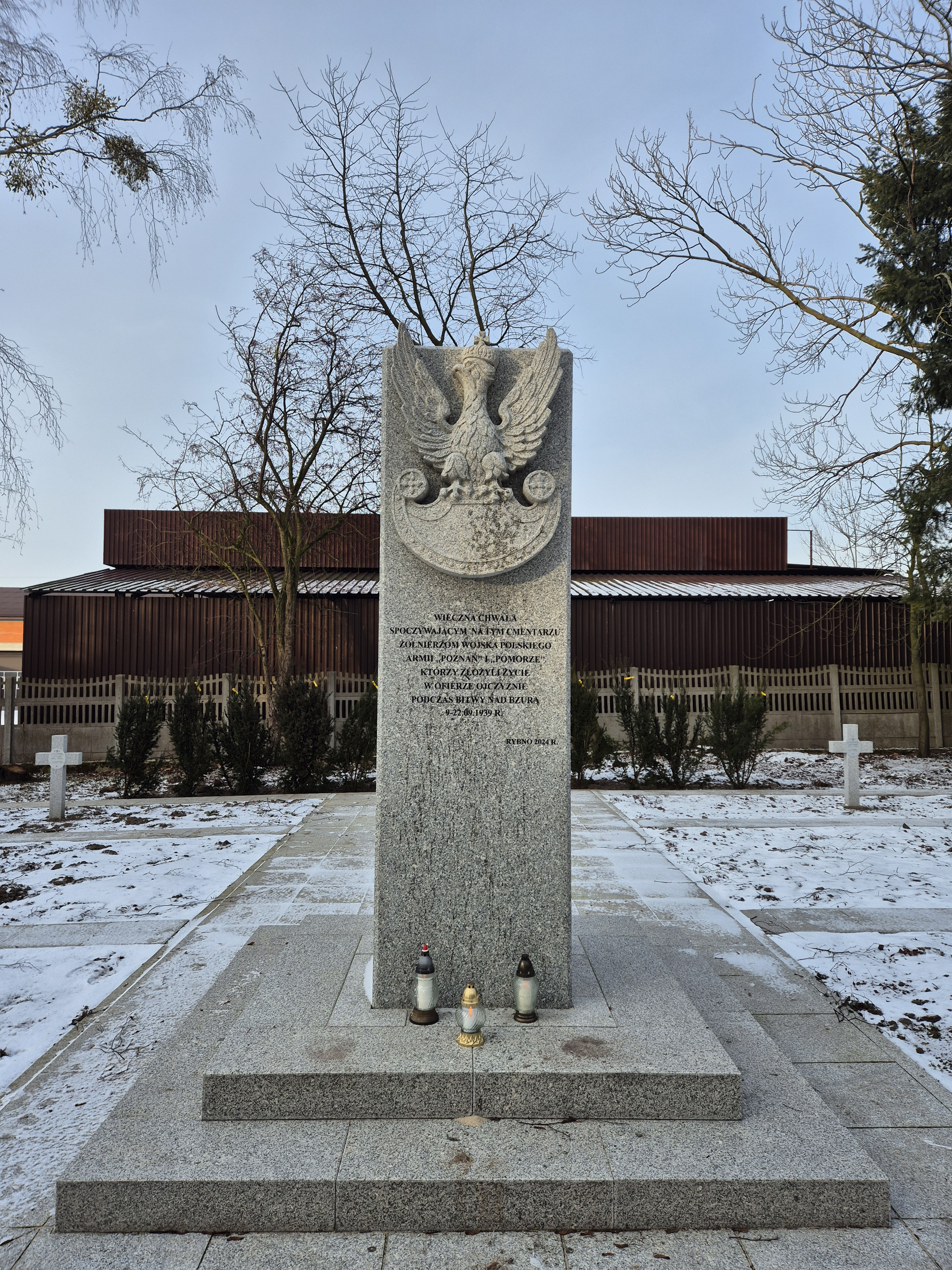
Pomnik żołnierzy poległych w II wojnie światowej
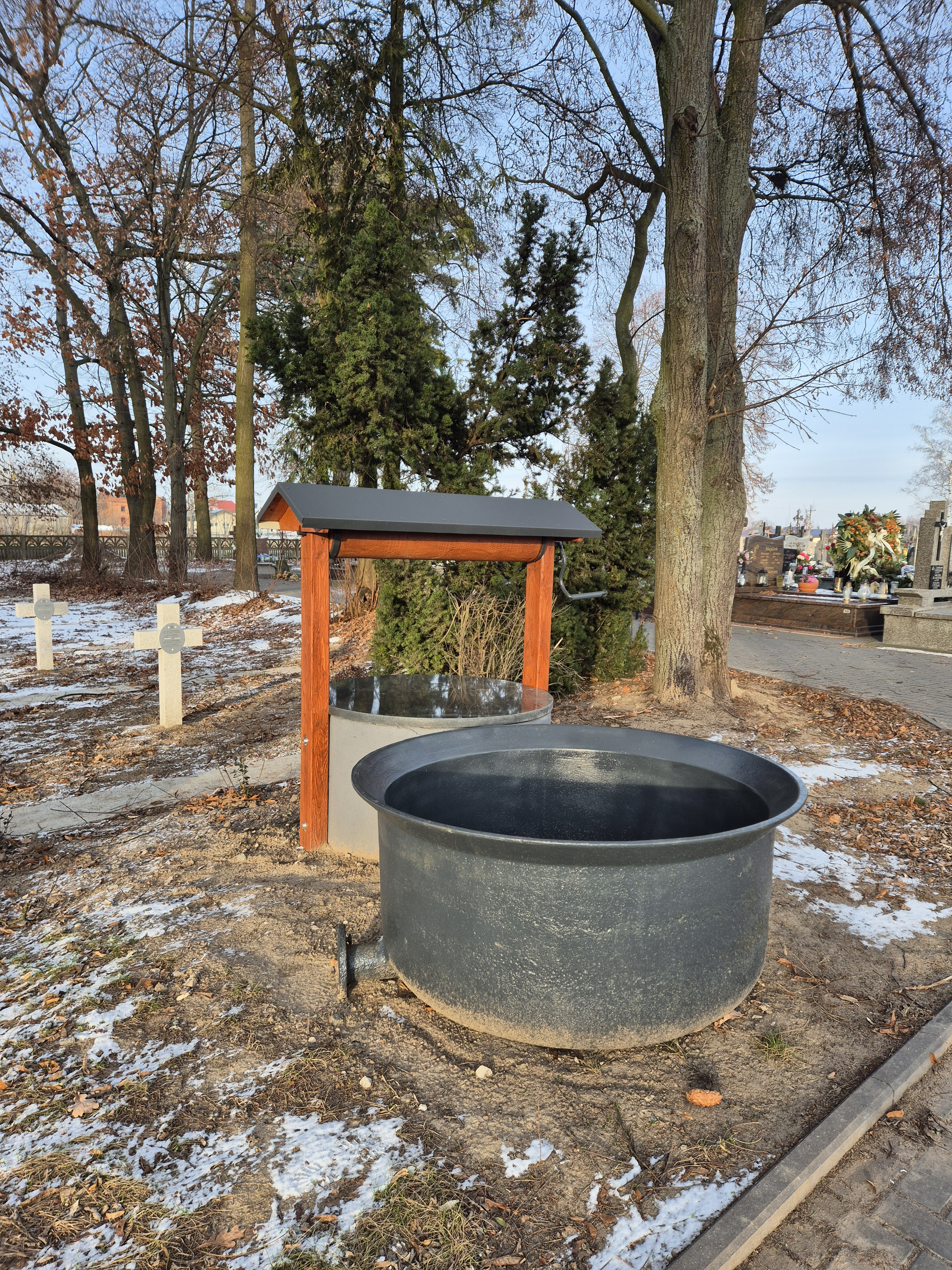
Misa Zabłockiego oraz studnia na cmentarzu parafialnym

## Części wsi
| SIMC    | Nazwa            | Rodzaj    |
| ------- | ---------------- | --------- |
| 0736913 | Nowe Rybno       | część wsi |
| 0736936 | Rybno Poduchowne | część wsi |
| 0736920 | Rybno-Ląd        | część wsi |

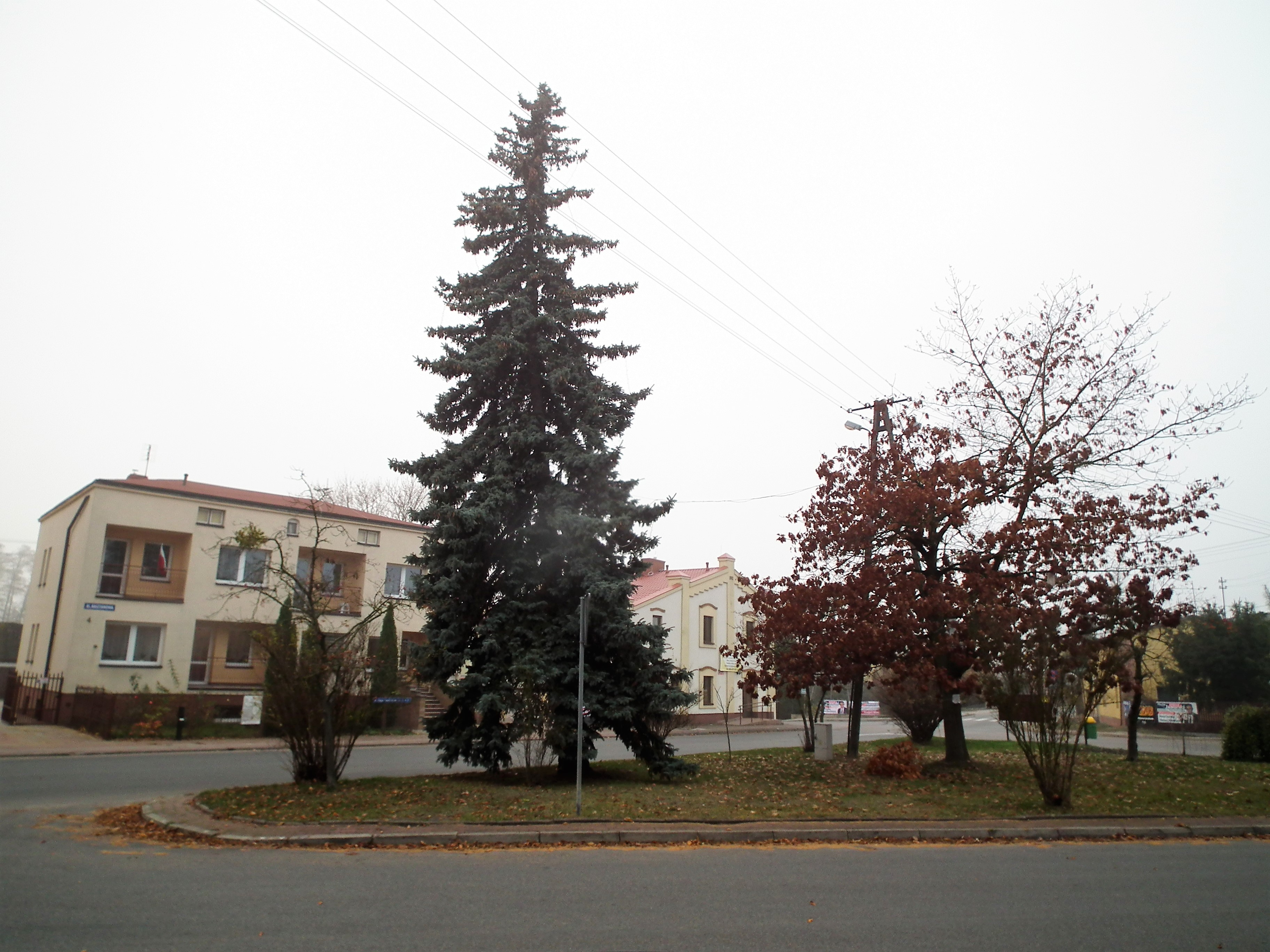
Centrum wsi
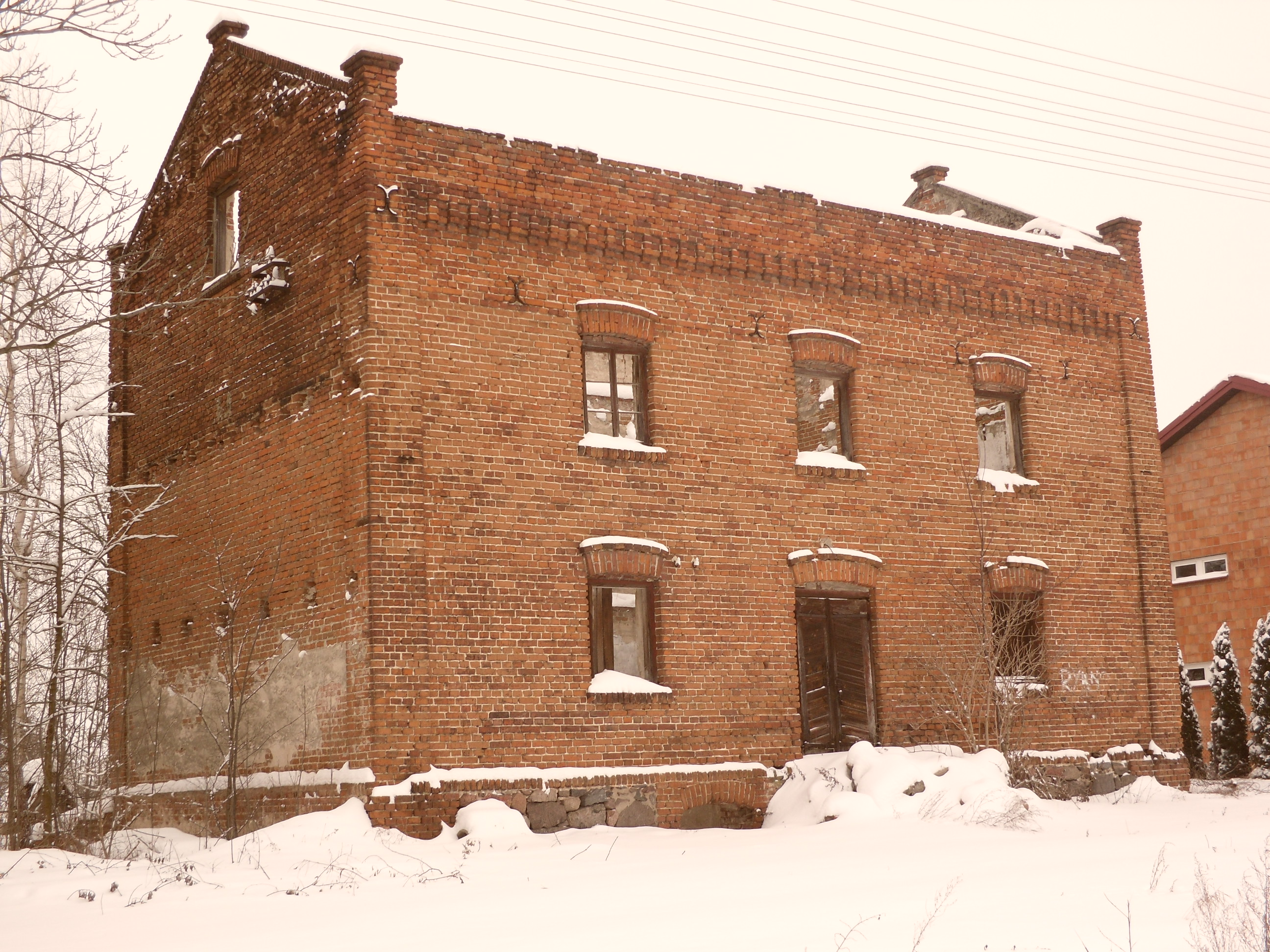
Ruiny dawnego młyna przy ul. Wyszogrodzkiej
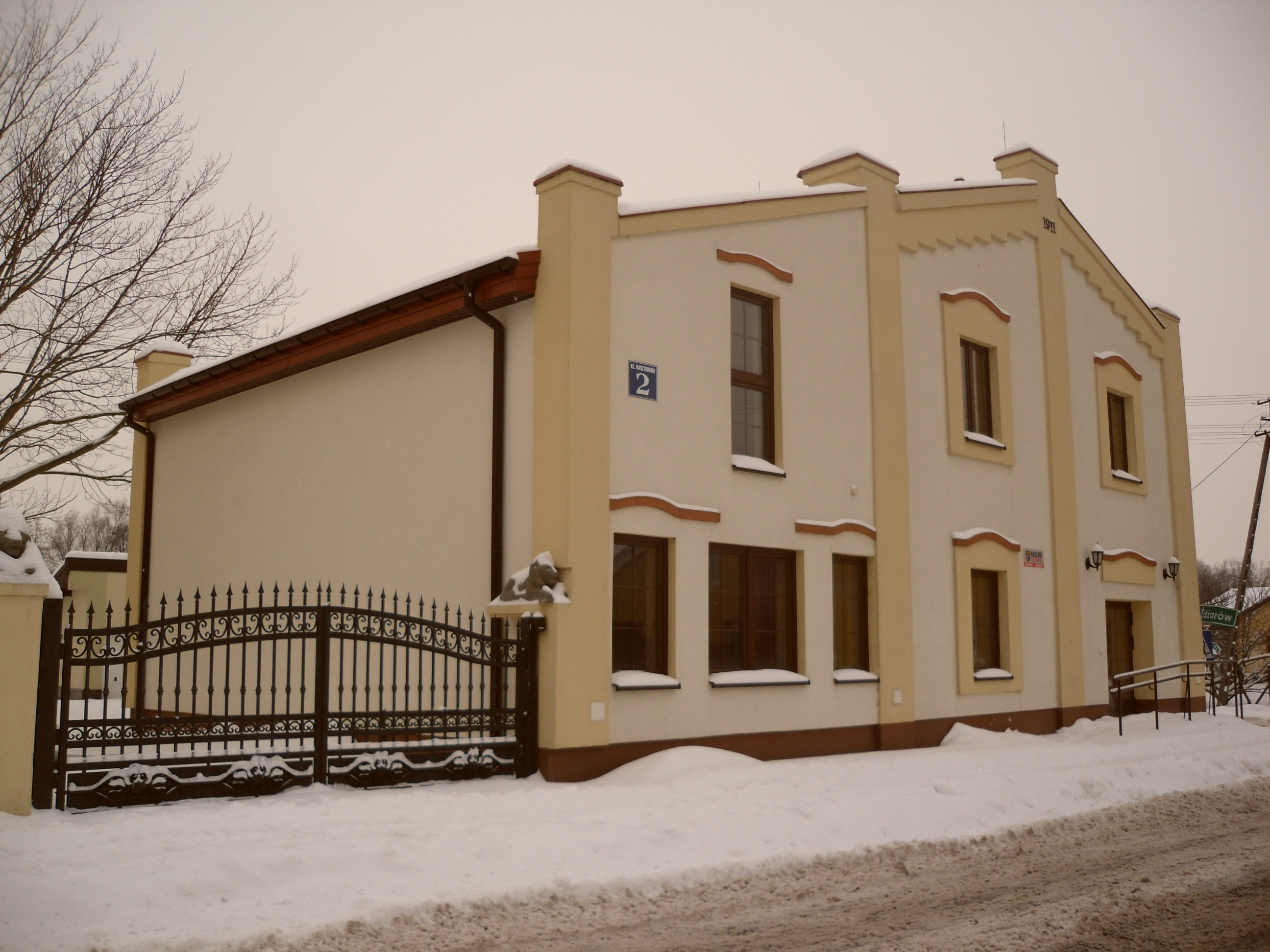
Zabytkowy dom pochodzący z 1911 r.
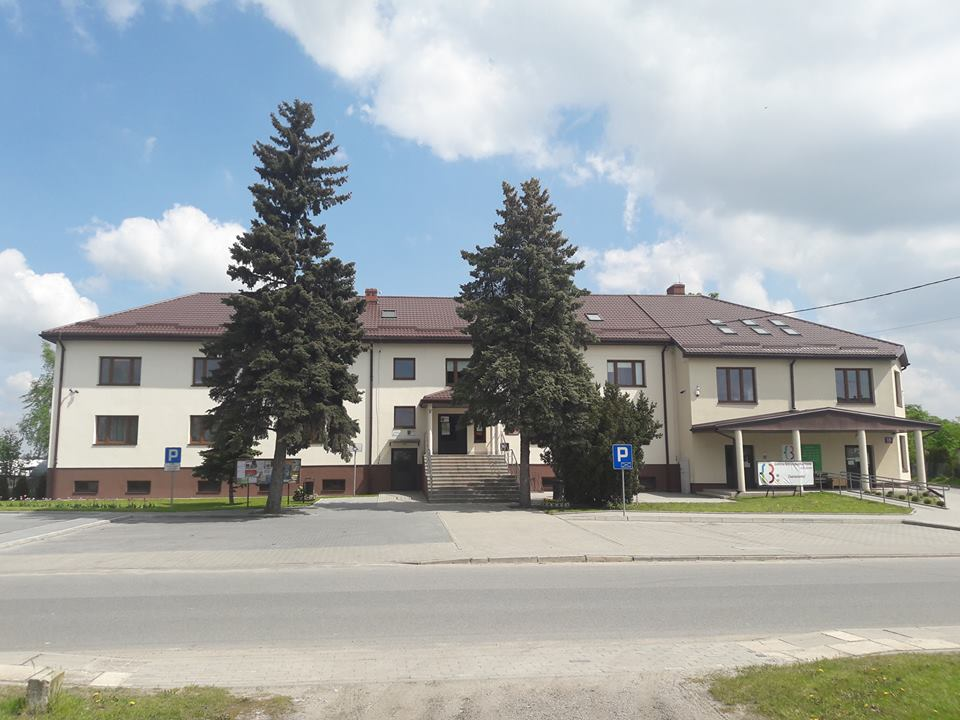
Urząd Gminy Rybno przy ul. Długiej 20